# مسجد أهل فاس

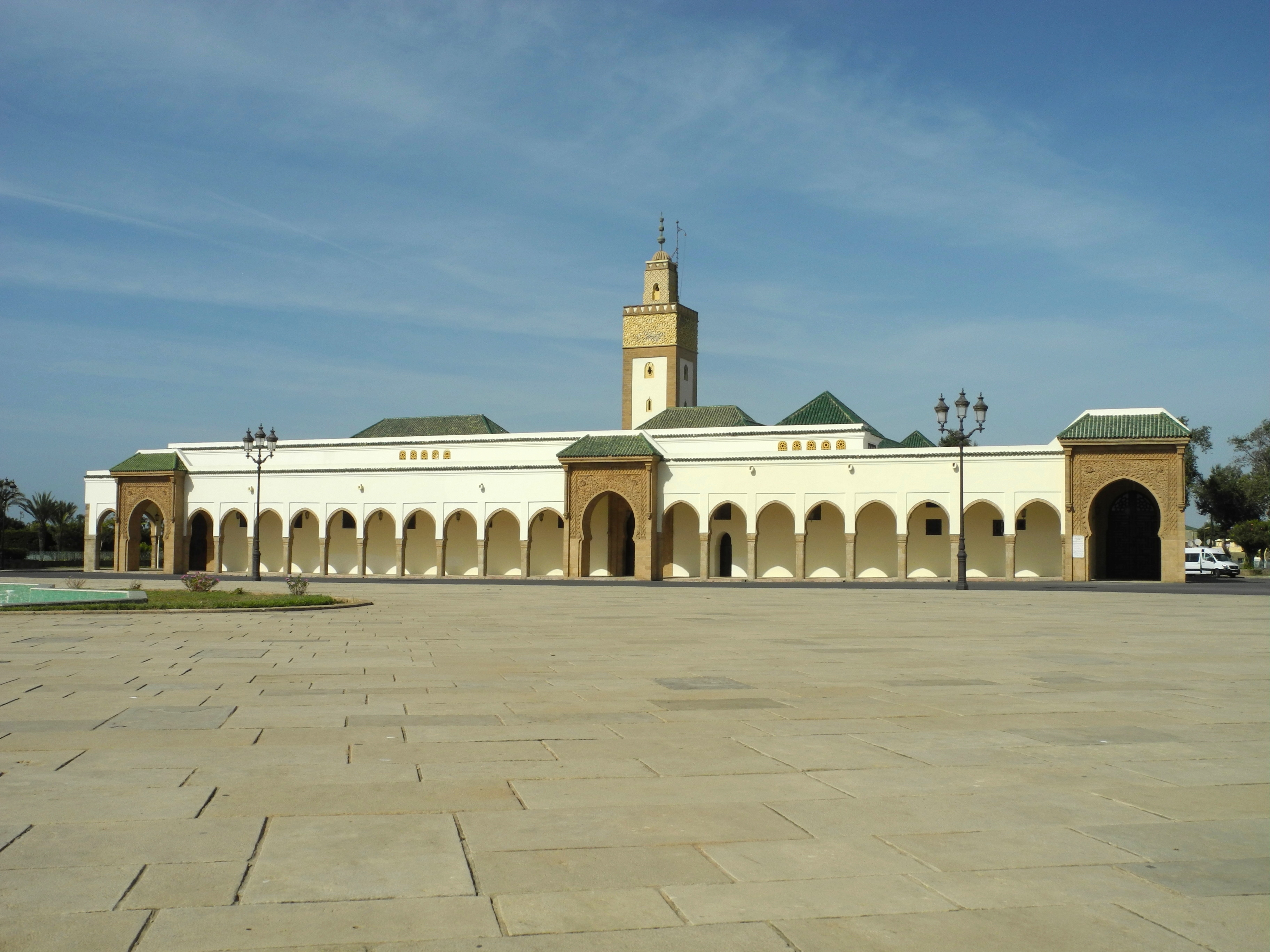
مسجد أهل فاس

مسجد أهل فاس (بالإنجليزية: Ahl Fas Mosque)‏ بالمشور السعيد، بالعاصمة المغربية الرباط. وقد تم بناء المسجد من طرف السلطان العلوي محمد بن عبد الله في القرن الثامن عشر. تم تجديده عدة مرات، خلال عصر محمد بن عبد الرحمن، يوسف، محمد الخامس، الحسن الثاني، ومحمد السادس. يعرف المسجد بالمكان الذي يؤدي فيه الملك الخطبة خلال صلاة الجمعة أو صلاة العيد، وهو تقليد يعود إلى عهد يوسف.

## انظر ايضًا
- مسجد القرويين
- مسجد الحسن الثاني